# Anopheles upemba
Anopheles upemba este o specie de țânțari din genul Anopheles, descrisă de Lips în anul 1960.
Este endemică în Congo. Conform Catalogue of Life specia Anopheles upemba nu are subspecii cunoscute.